# 那覇市立病院
那覇市立病院（なはしりつびょういん）は、沖縄県那覇市の医療機関。地方独立行政法人那覇市立病院が運営する病院である。
那覇市が昭和52年より総工費83億円余り（最終的には医用機器などを含め86億円余り）を投じて市民の健康と福祉を増進するのを目的に作られた。
沖縄都市モノレールの駅およびバス停名称の『市立病院前』の市立病院は当院を指す。

## 機関指定
- 保険医療機関
- 労災保険指定病院
- 母体保護法による医療機関
- 身体障害者福祉法による医療機関
- 精神保健福祉法による医療機関
- 生活保護法指定病院
- 救急指定病院
- 臨床研修指定病院
- がん診療連携拠点病院
- 地域周産期母子医療センター

上記は一部である。

## 沿革
- 1975年3月 那覇市立病院建設基金条例を制定。
- 1975年6月 市議会にて那覇市立病院設置設置特別委員会を設置。
- 1975年11月 基本構想を病院規模500床前後、診療科目を18科とすると発表。
- 1975年12月 那覇市土地開発公社と地主との間で施設地の売買契約を締結。
- 1977年1月 那覇市病院事業の設置等に関する条例を制定。
- 1977年9月 新築工事起工式。
- 1980年1月 病院本館工事完了。
- 1980年4月 院内保育所工事完了。
- 1980年4月27日 落成式および開院式。
- 1980年5月1日 開院（12科診療を開始）、看護師宿舎供用開始。
- 1984年10月 病院2期工事（伝染病隔離病舎・救急診療所）起工式。
- 1985年4月 那覇市救急診療所を院内に移設・診療を開始。
- 1986年2月 増築工事および伝染病隔離病舎新築工事を完了。
- 1986年4月 増築工事および伝染病隔離病舎落成式。
- 1990年5月 創立10周年。
- 1999年4月 那覇市救急診療所を廃止し、那覇市立病院急病センターを開設。
- 2004年8月 ICU（集中治療室）開所式。
- 2008年 地方独立行政法人（非公務員型）となる。
- 2009年3月5日 院内にファミリーマートが開店。同社にとっては初の病院内への開店となる。
- 2025年 建て替えにより新病院完成予定。

## アクセス

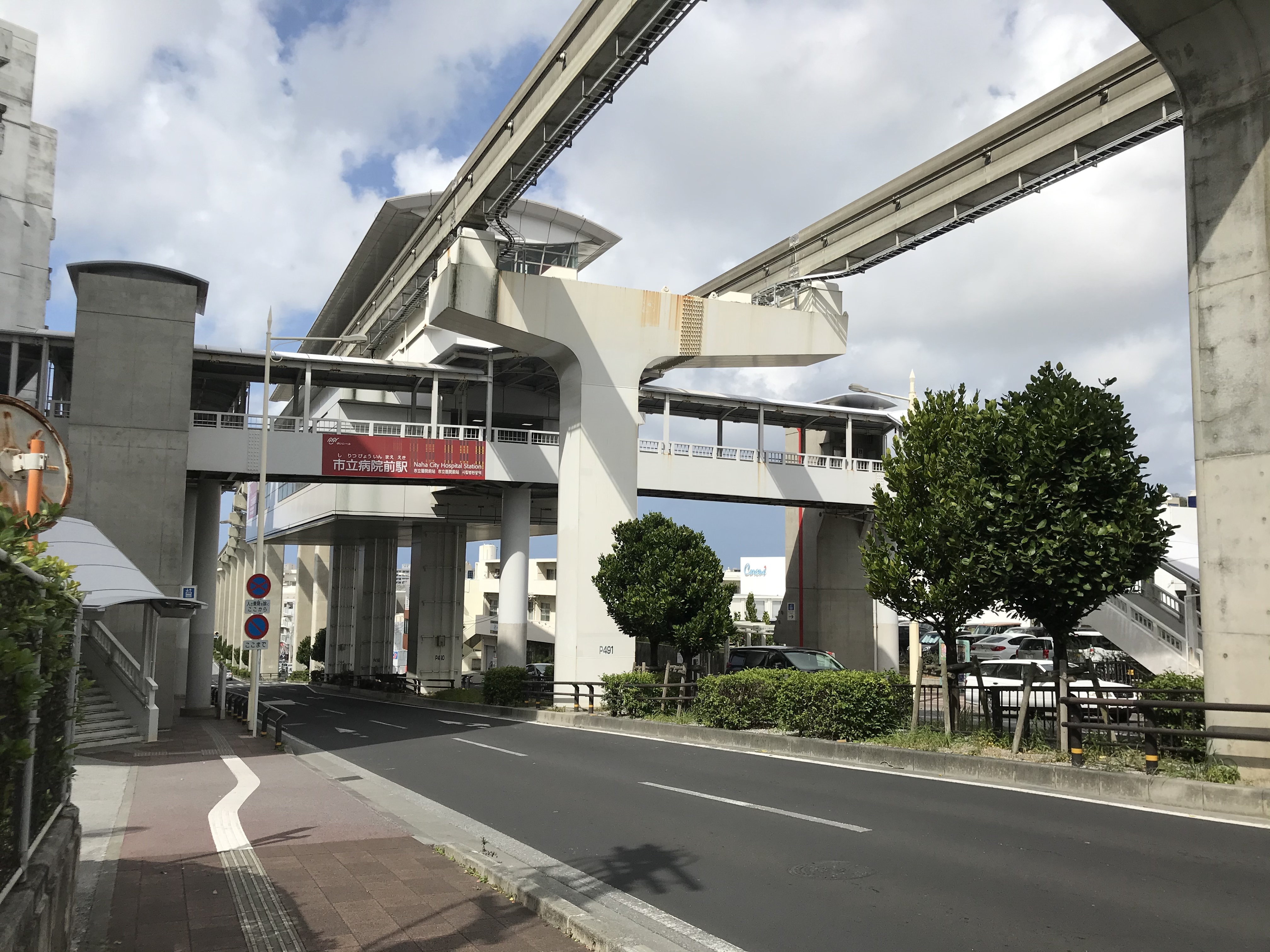
ゆいレール市立病院前駅

- 沖縄都市モノレール線（ゆいレール）市立病院前駅直結。
- 那覇バス11番・安岡宇栄原線・33番・糸満西原（末吉）線で那覇市立病院前下車。

## 周辺
- 末吉公園